# Yahya ibn Tamim
Yahya ibn Tamim (àrab: يحي بن تميم, Yaḥyà b. Tamīm) fou emir zírida, fill de Tamim ibn al-Muïzz, al que va succeir a la seva mort el 1108. Va governar vuit anys. Va reforçar la flota i va fer incursions a Gènova i Sardenya. Va morir el 1116 i el va succeir el seu fill Alí ibn Yahya.